# Пешкова, Дарья Максимовна
Дарья Максимовна Пешкова (12 октября 1927, Неаполь, Королевство Италия — 28 октября 2023) — актриса Московского театра имени Вахтангова; дочь сына  писателя Максима Горького Максима Пешкова.
Младшая сестра другой внучки Горького — архитектора Марфы Максимовны, которая стала женой Сергея Гегечкори, сына Лаврентия Берии.

## Биография
В интервью она рассказывала: 
 Я родилась в Неаполе, а моя сестра Марфа на два года раньше — в Сорренто. Именно там мы жили с папой, Максимом Пешковым, и дедушкой Алексеем Максимовичем Горьким, до самого возвращения всей нашей семьи в Россию в 1930 году. Не могу сказать, что жизнь в Италии как-то сильно отпечаталась у меня в памяти, но хорошо помню несколько эпизодов.
Например, такой: в доме, где мы жили, была специальная детская столовая, с камином. Нас каждое утро кормили творогом — так, что в какой-то момент я этот творог просто возненавидела. Тайком ото всех, пока никто не видит, я выбрасывала творог в камин. Так продолжалось довольно долго, пока в доме вдруг не завелись мыши. Никто не мог понять, откуда они взялись.
И вот вдруг в один прекрасный момент меня именно за этим занятием застаёт мой дедушка. Что тут началось! Он схватил меня за шкирку, стал трясти, поволок в комнату. Бабушка за меня вступилась, кричит: «Отпусти! Хватит!» Позже мне рассказывали (я этого не запомнила), как он выговаривал мне за то, что я смею выбрасывать еду в то время, когда детям в России нечего есть. Надо думать, Алексей Максимович действительно вышел из себя, — всем известно, что нас с Марфой он просто боготворил.
Помню ещё апельсиновую рощу — деревья, растущие вдоль дорожки, выходящей к морю.
Училась в московской 25-й школе, впоследствии 175-й, где учились дети членов правительства. Одна из одноклассниц — Света Молотова (дочь В. М. Молотова).
Как внучка Горького принимала активное участие в конференциях, Горьковских чтениях и других памятных мероприятиях в честь деда; рассказывала в интервью о своей семье — о знаменитом дедушке, бабушке Е. П. Пешковой, много сделавшей по защите бедных и обездоленных, об отце, ставшем жертвой чекистских интриг; в 2008 году Дарья Пешкова передала директору МУП «Государственный литературный музей им. М. Горького» в Нижнем Новгороде книгу с автографом деда: в книге «На дне» 1903 года издания имеется автограф писателя: «Жене и другу Екатерине Павловне. Алексей».

Окончила Театральное училище им. Щукина в 1949 году, курс А. А. Орочко. В том же году принята в труппу театра имени Вахтангова. В интервью она рассказывала: 
Не могу сказать, что мучительно выбирала профессию, — я ещё в школе стала играть в театре, так что вопрос с выбором ВУЗа решился сам собой, как и с выбором театра. Правда, сначала я поступила в ГИТИС, где на занятиях по вокалу мне серьёзно сорвали голос. Через год, восстановившись, я решила попытать счастья в другом месте — в училище при Вахтанговском театре, откуда и попала в труппу. И с тех пор никогда и никуда не уходила. Даже вопроса такого не возникало.
Скончалась 28 октября 2023 года на 97-м году жизни. Похоронена на Новодевичьем кладбище.

## Личная жизнь
Была замужем за актёром Александром Граве (1920—2010).
У Дарьи Максимовны и Александра Граве родились двое детей — Максим и Екатерина.
Максим Александрович Пешков (род. 1950) — дипломат, чрезвычайный и полномочный посол. Есть сын Максим, который занимается внешнеэкономическими связями со странами Ближнего Востока. Максим Максимович воспитывает двоих сыновей: Максима (5 лет) и Марка (2 месяца)[уточнить].
Екатерина Александровна Пешкова — актриса театра и кино. Имеет двух сыновей — Тимофея и Алексея. Тимофей Евгеньевич назван в честь бабушки Тимоши (Надежды Алексеевны Пешковой). Работает он в сфере масс-медиа, воспитывает сыновей — Марка и Никиту. Алексей Евгеньевич — менеджер.

## Роли в театре
- 1941, 1954 — «Перед заходом солнца» Герхарта Гауптмана. Режиссёр: Александра Ремизова — Дама
- 1942 — «Олеко Дундич» Александра Ржешевского, Михаила Каца (в эвакуации в Омске). Режиссёр: Алексей Дикий — цыганка
- 1951 — «Поют жаворонки» Крапивы. Режиссёр: Иосиф Рапопорт — Катя
- 1952 — «В наши дни» А. Софронова. Режиссёры А. И. Ремизова и Рубен Симонов — Даша
- 1953 — «Великий государь» В. А. Соловьева. Режиссёр: Борис Захава — Сенная девушка
- 1953 — «Европейская хроника» А. Арбузова. Режиссёры: А. И. Ремизова и Р. Симонов — Мадлен
- 1956 — «Ромео и Джульетта». Режиссёр: Иосиф Рапопорт — одна из служанок Капулетти
- 1956 — «Фома Гордеев». Режиссёр: Р. Симонов — гостья
- 1957 — «Город на заре» Арбузова. Режиссёр: Евгений Симонов — участник хора
- 1958 — «Идиот». Режиссёр: А. И. Ремизова — немка
- 1959 — «Много ли человеку надо» Александра Галича. Режиссёр: Юрий Любимов — Лена Меньшикова
- 1960 — «Дамы и гусары». Режиссёр: А. И. Ремизова — Юзя
- 1962 — «Живой труп» Л. Н. Толстого. Режиссёр: Р. Симонов — цыганка
- 1963 — «Принцесса Турандот». Режиссёр: Р. Симонов — Цанни (слуга просцениума)
- 1965 — «Дион» Леонида Зорина. Режиссёр: Рубен Симонов — танцовщица
- 1967 — «Виринея» Л. Н. Сейфуллиной и В. П. Правдухина. Режиссёр: Р. Н. Симонов — баба
- 1968 — «Дети солнца». Режиссёр: Евгений Симонов — Луша
- 1972 — «Молодость театра» А. Гладкова. Режиссёр: Евгений Симонов — Женя
- «Женщина за зелёной дверью» Р. Ибрагимбекова. Режиссёр: Евг. Симонов — гостья
- «Из жизни деловой женщины» А. Гребнева — Главный бухгалтер
- «13-й председатель» А. Абдуллина. Режиссёр: Роман Виктюк — Секретарь суда
- 1983 — «Анна Каренина» Л. Н. Толстого. Режиссёр: Роман Виктюк — акушерка
- 1995 — «Али-Баба и сорок разбойников». Авторы пьесы по сказкам Шахрезады и режиссёры: Михаил Воронцов и Вячеслав Шалевич — торговка украшениями
- 2008 — «Последние луны» по пьесам Фурио Бордона «Последние луны» и Гарольда Мюллера «Тихая ночь». Режиссёр: Римас Туминас — обитательница пансиона
- 2011 — «Люди как люди» по пьесе М. Горького «Зыковы». Режиссёр: Владимир Иванов — Палагея

## Роли в кино
- 1960 — Сердца должны гореть (телеспектакль) — Дуся
- 1963 — Аппассионата (короткометражный) — Екатерина Пешкова
- 1975 — Конармия (телеспектакль)
- 1977 — На золотом дне (телеспектакль) — Даша
- 1979 — Господа Глембаи (телеспектакль) — Анита
- 1979 — Кот в сапогах — Берёза
- 1987 — Тринадцатый председатель (телеспектакль) — секретарь суда

Актриса Дарья Максимовна Пешкова, сыгравшая в кино роль собственной бабушки, рассказывала: "В фильме был эпизод — Ленин, уходя из гостей от моего дедушки, говорит: «До свидания, дорогой Алексей Максимович. До свидания, милая Екатерина Павловна». Бабушку пригласили на просмотр. Посмотрев картину, она внезапно помрачнела и произнесла: «В вашем фильме есть грубая политическая ошибка. Я категорически требую, чтобы эпизод с прощанием был переснят. У меня были очень сложные отношения с Владимиром Ильичём. Он никогда не обратился бы ко мне: „Милая“. Её уверили, что переснимут, но в результате оставили, как было».